# Krilata trdoleska
Krilata trdoleska (znanstveno ime Euonymus alatus) je listopaden grm, ki izvira iz osrednje in severne Kitajske, Koreje in Japonske. 

## Opis
Krilata trdoleska zraste do 2,5 m visoko, običajno pa je polno razrasel grm širši od njegove višine. Topo štirirobe mlade veje so sprva povsem zelene, kasneje pa se na njihovih robovih razvijejo štirje belkasti, vzdolžni plutasti pasovi. Ime krilata izvira iz latinskega imena rastline alatus, kar pomeni "krilat", nanaša pa se na krilate veje. Listi dosežejo v dolžino med 2 in 7 cm, v širino pa med 1 in 4 cm. Oblika listov je ovalno elipsasta. Cvetovi so zelenkasti, iz oplojenih pcvetov pa se razvijejo rdečkaste jagode, ki so obdane z oranžno, roza ali rumenkasto ovojnico, sestavljeno iz štirih listov. 
Zaradi žive barve plodov in lepe obarvanosti listja v jeseni je grm priljubljena okrasna rastlina v vrtovih in parkih. Krilata trdoleska in njen kultivar 'Compactus' sta s strani Royal Horticultural Society prejela nagrado Award of Garden Merit.
Krilata trdoleska je na vzhodu Severne Amerike postala invazivna vrsta, zaradi česar so v zveznih državah Massachusetts, New Hampshire in Maine prepovedali trgovanje z rastlino in njen vnos v okolje.
V tradicionalni kitajski medicini se izvlečki krilate trdoleske uporabljajo za odpravljanje krvnih zastajanj, za spodbujanje menstruacije in lajšanje oteklin. Poleg tega se pripravke uporablja tudi za nevtraliziranje toksinov ter uničevanje žuželk in parazitov.